# Елизабет фон Мансфелд-Хинтерорт
Елизабет фон Мансфелд-Хинтерорт (на немски: Elizabeth von Mansfeld-Hinterort; * 1565; † 12 април 1596, Маркзул) е графиня от Мансфелд-Хинтерорт и чрез женитба херцогиня на Саксония-Кобург и Саксония-Айзенах.

## Живот
Дъщеря е на граф Йохан фон Мансфелд-Хинтерорт (1526 – 1567) и втората му съпруга принцеса Маргарета фон Брауншвайг-Люнебург (1534–1596), дъщеря на херцог Ернст I фон Брауншвайг-Люнебург и принцеса София фон Мекленбург-Шверин (1508 – 1541).
Елизабет се омъжва на 23 ноември 1591 г. във Винер Нойщат за херцог Йохан Ернст фон Саксония-Кобург-Айзенах (1566 – 1638) от фамилията на Ернестинските Ветини, най-малкият син на херцог Йохан Фридрих II (Средния) от Саксония (1529; † 9 май 1595 в затвор) и пфалцграфиня Елизабет фон Пфалц (1540 – 1594). Тя умира на 12 април 1596 г. в Маркзул след раждането на единствен син, който умира малко след раждането му:
- Йохан Фридрих V херцог фон Заксен-Айзенах (*/† 8 април 1596 г. в Маркзул)

Погребана е в църквата „Св. Николай“, Кройцбург. Йохан Ернст фон Саксония-Кобург-Айзенах се жени втори път на 14 май 1598 г. за Кристина фон Хесен-Касел (1578 – 1658).